# П'єр Поль Прюдон
П'єр Поль Прюдон — французький художник і графік, представник класицизму.